# Typhonium wilbertii
Typhonium wilbertii är en kallaväxtart som beskrevs av Alistair Hay. Typhonium wilbertii ingår i släktet Typhonium och familjen kallaväxter. Inga underarter finns listade.